# Джумашев, Атай
Атай Турарович Джумашев (кирг. Атай Жумашев; род. 15 сентября 1998, Бишкек) — киргизский футболист, полузащитник клуба «Абдыш-Ата» и сборной Кыргызстана.

## Клубная карьера
Начал карьеру в клубе «Абдыш-Ата» в 2017 году. В сезоне 2018 года выступал на правах аренды за «Нефтчи» из города Кочкор-Ата.
В марте 2019 года подписал контракт с белорусским клубом «Энергетик-БГУ», вернувшимся в высший дивизион страны. В чемпионате Белоруссии дебютировал 31 марта 2019 года в матче против «Слуцка» (0:0). Отыграв год за «энергетиков», Джумашев вернулся на родину, присоединившись к «Каганату».
Накануне старта сезона 2021 Атай Джумашев переходит в «Абдыш-Ата». Вместе с командой становится победителем и лучшим игроком Кубок Ала-Тоо 2021. По итогам 2021 года Джумашев — серебряный призёр чемпионата Кыргызстана и третий в списке лучших бомбардиров турнира. Лучший игрок финального матча Кубка Кыргызстана 2022 года против «Нефтчи» из Кочкор-Аты, в котором Джумашев забил единственный мяч.

## Карьера в сборной
Выступал за юношеские сборные Кыргызстана до 16 и 17 лет. Принимал участие в турнире памяти Сарсенбека Кельджанова 2013 и Кубке президента Казахстана 2014 и Кубке Каспия 2014. Участник Летних Азиатских игр 2018 года в Индонезии, где в составе молодёжной сборной Кыргызстана до 21 года сыграл в двух играх.
Вызывался национальную сборную Кыргызстана в 2018 году. Тем не менее, дебют в её составе состоялся 2 сентября 2021 года в товарищеском матче против Палестины (1:0).

## Достижения
- Серебряный призёр чемпионата Кыргызстана (2): 2017, 2021
- Обладатель Кубка Кыргызстана: 2022